# Isidore Fallon

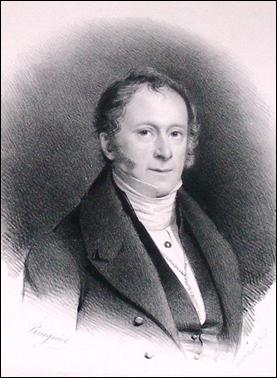
Isidore Fallon

Jean-Baptiste Isidore Ghislain Fallon (Namen, 28 maart 1780 - 22 januari 1861) was lid van het Belgisch Nationaal Congres en was een politicus voor de Katholieke Partij.

## Levensloop
Isidore Fallon was de zoon van de Namenaar Louis-Augustin Fallon (1749-1829), pensionaris van de Staten van Namen en van Marie-Françoise Stienon (1753-1826). Hij was de broer van Theophile Fallon en van luitenant-generaal en cartograaf Louis-Auguste Fallon. Hij trouwde in 1805 met Marie-Ange Ancheval (1780-1825) en ze hadden een enige zoon die voor nazaten zorgde tot op heden.
Fallon werd doctor in de rechten en werd advocaat aan de Balie van Namen. In 1804 werd hij lid van de Naamse Commissie van Burgerlijke Godshuizen. In 1811 werd hij eerste substituut van de procureur bij de rechtbank van Namen.
In 1815 werd hij lid benoemd van de gemeenteraad in Namen en in 1818 werd hij tot lid van de Provinciale Staten van de nieuwe Nederlandse provincie Namen verkozen. Hij was ondertussen opnieuw advocaat geworden en werd onder meer de raadsman van de administratie van domeinen, douane en accijnzen.

## Congreslid en parlementslid
In november 1830 werd hij voor zijn arrondissement als plaatsvervangend lid van het Nationaal Congres verkozen. Toen Goswin de Stassart ontslag nam, volgde hij hem op 24 februari 1831 op. Zijn broer, Theophile Fallon was toen al enkele weken uit het Nationaal Congres verdwenen. Fallon stemde voor het regentschap van Surlet de Chokier en voor het koningschap van Leopold van Saksen Coburg. Hij stemde nochtans tegen het Verdrag der XVIII Artikelen. Wanneer in april 1831 een aantal leden wilde dat het Nationaal Congres zichzelf zou opheffen of minstens een datum hiervoor zou vaststellen hield hij een lange juridische redevoering waarin hij zijn akkoord gaf voor opheffing van het Congres, mits alle opgedragen werk zou voltooid zijn, zoals de keuze van een koning en alle ermee samenhangende kwesties. In de praktijk betekende dit dus: ik ben voor de beëindiging, maar niet nu.
Hij werd vervolgens verkozen tot volksvertegenwoordiger, mandaat dat regelmatig hernieuwd werd tot in 1848. Enkele dagen (van 12 tot 21 november 1831) was hij minister van Binnenlandse Zaken. Tijdens zijn lange periode als volksvertegenwoordiger speelde hij een voorname rol in het parlement. Hij kwam voornamelijk tussen bij de opstelling van de gemeentewet, de wet op de naturalisaties, het wetsvoorstel op de mijnexploitaties, het Verdrag der XXIV Artikelen. Zijn groeiend gezag maakte dat hij in 1832 tot vicevoorzitter van de Kamer werd verkozen en in 1839 tot voorzitter.
In 1838 behoorde hij tot de delegatie die onderhandelde over een billijke verdeling van de staatsschuld tussen België en Nederland en in 1839 was hij erbij in de Conferentie van Utrecht die allerhande problemen tussen beide landen moest oplossen. In 1842 verzaakte hij aan het voorzitterschap, met gezondheidsproblemen als excuus, hoewel het vooral was omdat hij enige onenigheid had met zijn collega's van de rechtse meerderheid.
In 1848 werd de wet op de onverenigbaarheden gestemd en Fallon verkoos het parlement te verlaten om zijn functie van Voorzitter van de Hoge Raad voor het Mijnwezen ten volle te behartigen. Hij oefende dit voorzitterschap uit van 1837 tot 1858.
In 1858 werd Fallon in de erfelijke adelstand opgenomen met de titel van baron, overdraagbaar op zijn enige zoon en bij eerstegeboorte op die zijn oudste zoon. In 1859 werd de titel uitgebreid tot de twee jongere kleinzoons, waarna alle drie de kleinzoons de titel bij eerstgeboorte konden doorgeven.